# 张汝成
张汝成（1947年—），广东潮阳人，中国人民解放军将领、中国人民解放军中将。 
2006年，授予中国人民解放军中将，曾任驻香港部队政治委员。